# گهلسباخ
گهلسباخ (به آلمانی: Gehlsbach) یک شهر در آلمان است که در لودویگسلوست-پارشیم واقع شده‌است. گهلسباخ ۴۹۵ نفر جمعیت دارد.